# Gabriel Burgat
Pour les articles homonymes, voir Burgat.
Gabriel Burgat, né le 20 mars 1899 à Souk Ahras (Algérie) et mort le 26 juin 1975 à Trouy (Cher), est un homme politique français.

## Biographie
Il est le maire de Souk Ahras de 1947 à 1953.